# Síndrome de inmunodeficiencia, inestabilidad de la región centromérica y anomalías faciales
El síndrome de inmunodeficiencia, inestabilidad de la región centromérica y anomalías faciales, también llamado ICF, del inglés  (Immunodeficiency, Centromere instability and Facial anomalies), es una enfermedad de origen genético y transmisión autosómica recesiva. Se trata de un trastorno muy poco frecuente, únicamente se han descrito unos 50 casos en todo el mundo.
Su principal característica es la existencia de un déficit de inmunidad. Otros síntomas consisten en anomalías de la cara, con ojos muy separados (hipertelorismo), lengua grande (macroglosia) y orejas de implantación baja. También se produce retraso del crecimiento y del desarrollo psicomotor, infecciones frecuentes y niveles bajos en sangre de las distintas inmunoglobulinas. 
La causa de la enfermedad es una mutación en el gen DNMT3B que codifica una enzima, la metiltranferasa del ADN. Esto provoca un déficit en el proceso de metilación del ADN (hipometilación), como consecuencia y por motivos que todavía no se entienden en su totalidad, se interfiere la producción de linfocitos, una de las principales células del sistema inmune.
La reacción de metilación del ADN es catalizada en circunstancias normales por las enzimas ADN metiltransferasas, gracias a las cuales se transfiere un grupo metilo de la S adenosil-L-metionina al carbono 5 de la citosina que forma parte de la molécula de ADN. En células de mamífero se han identificado tres enzimas diferentes que llevan a cabo esta reacción, la DNMT1, DNMT3A y DNMT3B.
Es posible realizar el diagnóstico prenatal de la afección, no obstante la mutación no es única y existen diversas variantes. El tratamiento se basa en la administración de inmunoglobulinas por vía intravenosa y el trasplante de médula ósea. 